# Joseph Paganon
 (septembre 2024).
Joseph Paganon, né  le 19 mars 1880 à Vourey (Isère) et mort le 1er novembre 1937 à Paris (Seine), est un homme politique français.

## Biographie
- Député radical de l'Isère de 1924 à 1935
- Sénateur de l'Isère de 1935 à 1937

- Sous-secrétaire d'État aux Affaires étrangères du 3 juin au 18 décembre 1932 dans le gouvernement Édouard Herriot (3)
- Ministre des Travaux Publics du 31 janvier 1933 au 9 février 1934 dans les gouvernements Édouard Daladier (1), Albert Sarraut (1), Camille Chautemps (2), Édouard Daladier (2)
- Ministre des Travaux Publics du 1er au 7 juin 1935 dans le gouvernement Fernand Bouisson
- Ministre de l'Intérieur du 7 juin 1935 au 24 janvier 1936 dans le gouvernement Pierre Laval (4)

Il fait engager les travaux des barrages du Chambon et du Sautet et est également maire de Laval (Isère) et conseiller général du canton de Goncelin.
Il meurt en son domicile, 74 avenue Paul Doumer dans le 16e arrondissement de Paris le 1er novembre 1937.

## Sources
- « Joseph Paganon », dans le Dictionnaire des parlementaires français (1889-1940), sous la direction de Jean Jolly, PUF, 1960 [détail de l’édition]